# Олег Харч
Харченко (Харч) Олег Володимирович (8 червня 1963, Суми) —  український художник сучасного мистецтва, живописець,  медіа-художник, колажист, перформер. Учасник багатьох міжнародних і національних мистецьких проектів.

## Творчі спрямування
Володіє фігуративним письмом і застосовує в актуального мистецтві. Стиль та напрями різноманітні. Розпочинав у манері постімпресіоністичній, але згодом змістився до німецького експресіонізму (найближче Еміль Нольде). Новий наїв або, як зазначали художні критики, квазінаїв, прояви постконцептуального в різноманітних техніках. Його творчість поринала до колажів з паперу, традиційного живопису, вуличних проектів. А також спроб у діджитал–арту, відео роботах, різноманітних інтернет-медіа.Вельми цікавими є експериментування в Саунд Арті. Звертався він і до жанру-ручної книги художника. Але в останній час розпочав доволі активно експериментувати з концептуальними та дадаїстичними творчими цитатами, що не могли не помітити в арт-середовищі. Варто зазначити, що українська версія журналу «Форбс» відзначила третім місцем проект Олега Харченка «Равликіада, або Атака равлів» на IX форумі сучасного мистецтва «Київ Арт Контемпорарі 2014». Даний проект був здійснений завдячуючи співробітництву з власницею та засновницею галереї  Наталії Лисенко. Географія експозицій з художнього доробку Олега Харча тепер не обмежується виключно тільки Києвом, неодноразово відбувалися участі в Одесі, а також було запрошення до Ташкента і Бейрута в 2016 році. Заради справедливості слід підкреслити, що обидві закордонні імпрези відбулися за активної співпраці з визначною фігурою у світі актуального мистецтва — узбецьким художником В'ячеславом Ахуновим, який був автором ідеї «Паралелізми в узбецькій та українській мові», власне самої назви, і створив остаточну цифрову обробку творів, які були презентовано в техніці цифрового друку на Ташкентській події.
У вересні 2018 твір виконаний в колажній техніці під назвою «Береги природу — мать твою!» подолав відбір до знаного художнього конкурсу «Кліматична нагорода» (Climate Award 2018) в Нью-Йорку. І хоч та робота не отримала нагороди, її прийняла директорка та кураторка Тара Депорте до колекції «Гуман Імпект Інституту» (Human Impacts Institute), що розташовується в Брукліні.
Всі ті експериментування є пошуками власної художньої філософії, про яку краще за все надав визначення французький кореспондент «Ля Трібюн» Еммануель Грінзпан у своєму описі — «Спроби зв'язкувати українське із західним», виокремивши його творче кредо, як про художника-панка, який висміює Росію під час приховування в київському підвалі.

## Біографія
Олег Харченко народився 8 червня 1963 році в місті Суми.
- У 1980—1985 роках навчався у Дніпропетровському  інженерно-будівельному  інституті на факультеті  будівельної технології в  Дніпрі. Але закінчити ВУЗ не вдалося через конфлікти із деканатом факультету.
- Водночас у 1981—1983 роках проходив навчання в дніпропетровській  художній студії Станіслава Черевко.

- У 1985—1987 роках проходить службу в РА молодшим сержантом/командиром відділення з ремонту бронетехніки. Оскільки служба проходила в Сертолово, під Санкт-Петербургом (тоді Ленінградом), йому вдавалося неодноразово відвідувати провідні художні музеї. Особливо Ермітаж, де на власні очі він міг побачити своїх улюблених художників — Анрі Матісса, Поля Гогена, Вінсента Ван Гога, Поля Сезанна та інших.

- В 1987—1988 поїхав до Мурманська на свої найперші далекі заробітки,  працював матросом 2-го класу на риболовецьких суднах у Північному, Норвезькому та Баренцовому морях. У вільні хвилини поміж вахтами художник спостерігав дивовижні пейзажі з фантазійним заполярним небом і Полярним сяянням. По можливості занотовував олівцем виразні моменти в невеличкому художньому блокноті для малювання. В  Мурманську відвідував художню студію для дорослих при місцевому Палаці культури. Працював плідно й активно, а найперші живописні робіти на картоні відбираються керівницею студії для участі в масштабній художній виставці у Мурманськом краєзнавчому музеї.  Весною відібрані твори потрапляють на художню виставку до норвезького міста Бергена.

- У жовтні 1988 року Олег повернувся в Україну та оселився на Полтавщині в місті Кременчуці,  де мешкав  до 1998 року. Там він, окрім живопису, займався  декоративно-ужитковим мистецтвом,  різьбярством і розписом по дереву, разом з місцевими художниками. Більшість художніх робіт того часу було загублено.

- У 1998 році Олег із сім’єю, в якій зростало троє дітей,  переїхав на батьківщину до Сум. Згодом скрутне  становище штовхає художника у вир виживання та пошуку заробітків по різних країнах (Ізраїлі,  РФ тощо). Працював в Києві в галузі будівництва, пройшов шлях різнороба, бетонувальника, штукатура, маляра-оздоблювальника, бригадира, прораба, майстра з декоративної штукатурки та оздоблення. У 2005 році розлучився з дружиною, а у 2008 завершив свій будівельний період.

- З 2009 року Олег відновив творчі студії малюнків у техніці олівця та вугілля, колажування та живопису. Його серію самобутніх абстрактних та наївно-фігуративних робіт  помітив у 2011 році мистецтвознавець та куратор  О. Соловйов. Вельми активно підтримував художне відродження О.Харченка знаний сумський живописець Олександр Чередниченко. О. Соловйов відзначив значний потенціал художника, запросивши до своїх проєктів. Олег Харч (так він створив псевдонім, скоротивши своє прізвище) познайомився у 2012 році на Київському Бієнале–Арсенале сучасного мистецтва, що відбувалися протягом трьох місяців, із зірками світової арт-сцени та їхньою творчістю. А це й сам куратор бієнале— англієць Девід Еліот, один із братів Дінос Чємпмен, і з провідними українськими художниками, такими як Борис Михайлов, Василь Цаголов та Олександр Ройтбурд  та відомим митцем з Узбекистану, творцем «Соціалістичного Модернізму», художником-концептуалістом, перформером, есеїстом— В’ячеславом Ахуновим.

- У 2013 Олег Харч  експонував свою першу персональну виставку «Такі Вони Заробітки» в Малій Галереї Мистецького Арсеналу (куратор О. Соловйов).  Наприкінці року, спільно із В.Ахуновим  демонстрував на Майдані Незалежності проєкт «Слава Героям Майдану» . З початком історичних революційних подій, протягом грудня і січня О.Харч реалізовував інтерактивні художні акції, ідеї та концептуальну фабулу яких пропонував В.Ахунов.[5].

- У 2014 важливими для митця були участь у виставці в Мистецькому Арсеналі, «IX Kyiv Art Contemporary». Живописна серія робіт з проекту «Равликіада або атака равликів» [6] був відзначений третім місцем серед багатьох учасників. Насиченим був і 2015. Він зрозумів, що шукати себе лише у живописі недостатньо для сучасного художника. Потрібні були вже інші засоби для візуального висловлення і в живописі. А підштовхнула до змін  нова тема, після волонтерства на схід України в зону АТО протягом першої половини 2015 року. Була створена багаточастинна сага під загальною назвою «Ватна Бухгалтерія». Це й колажні текстові альбоми загальною довжиною в більш ніж сімдесят серій, авторська рукописна книжка «Ватная бухгалтерия, или Хроника необъявленной войны» обсягом 188 сторінок. В тому ж році О.Харч брав участь у IV Одеській бієнале «Маніфесто». А його живописний твір- «Весна. У равликів може скажена ерекція.»[7] мав певну пресу через скандальну історію з галеристкою.

- Епізодична роль в фільмі «Тарас Шевченко. ІDентифікація» — український документальний фільм режисера Сергія Проскурні, що вийшов 2014 року з нагоди відзначення 200-річчя від дня народження Тараса Шевченка.

- З 2016 митець брав участь у міжнародних проектах, зокрема, в столиці Лівану, на базі галереї Американського Університету в Бейруті.[8]. Олег Харч був представлений фрагментом з книжки «Ватная бухгалтерия, или Хроника необъявленной войны» на [9]. Паралелізми в узбецькій та українській мовах|В'ячеслав Ахунов та Олег Харч.[10]спільне авторство В'ячеслав Ахунов та Олег Харч в Ташкенті з діджітал проектом[11].

- У 2017 році - спільний проект з відомим фотохудожником та творцем цілого напрямку під назвою «Метаграфіка» Володимиром Харченком. А далі вже постала найсмачніша подія в українському сучасному мистецтві за 2017 рік— П’ята Одеська бієнале Сучасного Мистецтва під надзвичайно яскравою назвою «Зона Турбулентності». Живописна серія «Анеґдоти про Головне, Анекдоты о Главном» безапеляційно взятий Михайлом Рашковецьким до головної програми бієнале. І представлена в одній з провідних художніх установ Одеси— Галереї «ХУДПРОМО». А водночас робота-колаж «Гуманитарные ковбои RF/ Love for sale» з проекту «Ватна Бухгалтерія» потрапила спочатку до Одеси на «ФРАЄРФЕСТ» у відомій локації «Чайна фасувальна фабрика» та до київського ювілейного вже десятого «GOGOLFEST 2017».

- Протягом останніх років митець брав участь у численних (понад 60) персональних і групових виставках, включаючи в таких значних інституціях: 4-а та 5-а Одеські Бієнале, KYIV ART WEEK 2019 в Україні,  а також  Португалії[12], США[13] та  Італії[14].

Від початку   російсько-української війни  мешкає і працює в Києві.

## Громадсько-політична діяльність
- Восени 1989 року він разом з іншими активістами заснували Кременчуцький міський осередок Української Гельсенської Спілки. Одна з найперших акцій в якій взяв участь осередок - перепоховання Василя Стуса, Юрія Литвина та Олекси Тихого відбулося 19 листопада 1989 року у Києві на Байковому цвинтарі.
- В березні 1990 року Олег Харченко обирається секретарем міської організації УГС.
- Січневі події у Вільнюсі, або штурм Вільнюської телевежі — події, що мали місце 8—13 січня 1991 у столиці Литовської РСР Вільнюсі. На підтримку свободи литовців О. Харч та Б. Кравченко вийшли з плакатом проти штурму радянськими військами та спецпризначенцями вільнюського телецентру.

## Колекції творів
- Мистецький Арсенал [15]
- Кмитівського музею образотворчого мистецтва імені Й. Д. Буханчука,
- "Imago Mundi Collection" власником котрої є Luciano Benetton [16]

- Колекція «Українське мистецтво  під час війни:2014-» Бібліотеки Принстонського Університету, художники:  Петро Бевза, Олександр Дремов, Дмитро Ерліх, Олена Голуб, Олег Харч, Ольга Харченко, Євген Коршунов, Юрій Кутафін, Володимир Падун, Людмила Падун-Роздобудько, Едвард Потапенков,  Марина Шкарупа [17].

Роботи знаходяться в приватних збірках, а живописний твір з серії "Такі вони заробітки" «Ремонт— стан душі» входить до музейної колекції Мистецького Арсеналу. 
Авторська рукописна книга художника "Ватна Бухгалтерія" від листопада 2023 року придбана в колекцію збірок манускриптів Бібліотеки Прінстонського Університету Штату Нью Джерсі. А від серпня 2024 року колекція поповнилася сорокдвома колажними творами з Першої та Четвертої частин "Ватна Бухгалтерія".

## Публікації, книги та каталоги
- 2015—"Україна: Оповідання"[19]
- 2017— «Звідки ми? Хто ми? Куди йдемо? (Роздуми над малярством Олега Харча)»,  Олег Сидор-Гібелинда / інформаційно-аналітичний портал «In-Art»[20]
- 2019— «А ви розповсюджуєте фейки? Інсталяція Олега Харченка „Фейкомет“ розкаже», коротке інтерв’ю для проекту «ARTEFACT: Chernobyl 33»[21]
- 2020— [22]

## Колективні та персональні проєкти, бієнале

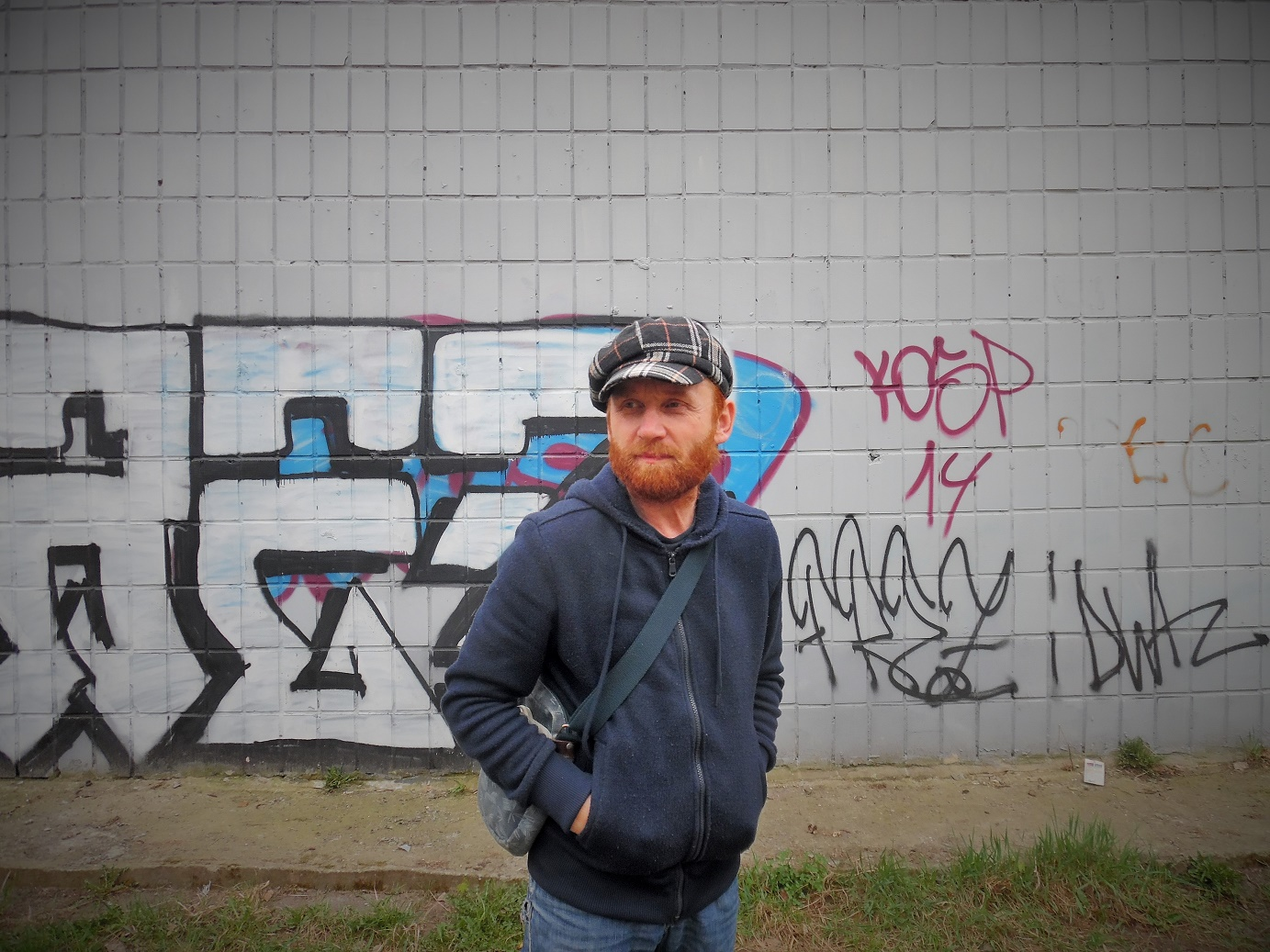

### Основні персональні виставки
- 2012- "Перша персональна виставка у  Сумах, галерея "21" [23]«Постійні досліди з перервами в GooGLE»[24] На відкритті виставки у 2012 році були присутні Андрій Сніцарь, Олександр Чередниченко.
- 2013— Перша персональна виставка в Києві.Такі Вони Заробітки.[25] Мала Галерея Мистецького Арсеналу, куратор— О. Соловйов, м. Київ[26]
- 2014—«Равликіада, або Атака равлів», MyGallery (LYSENKO GALLERY), куратор— Наталія Лисенко, м. Київ[27][28]
- 2016— «Goodбaй Хутір Postмодерн». KZ RT ROOM, куратор— Дмитро Струк, м. Київ[29][30]
- 2019—«Хроніки неоголошеної (гібридної) війни, або Ватна бухгалтерія» Олега Харча. ЦСМ "Хлєбзавод", Київ;
- 2023-“Олег Харч: Евакуація маленькі історії з гігантської війни”. Перша персональна закордонна виставка художника в Артпросторі "ruimteCAESUUR", Мідделбург, Нідерланди; [31]

### Основні бієнале
- 2015 — IV Одеське бієнале сучасного мистецтва— Manifesto, куратори — Мирослав Кульчицький, Михайло Рашковецький, Одеса[32]
- 2017 — «Зона Турбулентності» / V Одеська Бієнале / Галерея — «ХУДПРОМО» / Одеса, Україна, куратор — Михайло Рашковецький[33]
- 2021- Українська бієнале цифрового та медіа-мистецтва 2021 “Артареа”, Київ, Україна, куратори- Юрій Лех, Валерій Коршунов;
- 2022- XXII Міжнародне бієнале Arte de Cerveira, Віла-Нова-ді-Сервейра, Португалія;[34]
- 2023- БІЄНАЛЕ МАДАТАК #12, Мадрид, Іспанія;[35].
- Друге Українське бієннале діджитал мистецтва та мистецтва нових медіа (Ukrainian Biennale of Digital and Media Art 2023: Awakenings), Музей історії міста Києва.Валерій Коршунов-куратор Української Бієнале цифрового та медіа мистецтва (Ubiennale); [36].

### Основні колективні виставки
- 1989— Краєзнавчий музей м. Мурманськ;
- 1990— м. Берген, Королівство Норвегія;
- 1990— ПК ім. Петровського, куратор В.Вакуленко, м. Кременчук;
- 1991— Виставка НДМ Полтавщини, Полтавський краєзнавчий музей, м. Полтава;
- 2011— Всеукраїнська виставка «До дня художника», НСХУ. м. Київ;
- 2013— Проект «Ідентифікація руху» в Арт-центрі Я.Гретера, куратор— Л.Янко, м. Київ[37]
- 2013— «Деформації» в Арт-центрі Я.Гретера, куратор— Л.Янко, м. Київ
- 2014— Міжнародний арт-проект «Мій натюрморт», Історико-архітектурний музей «Київська Фортеця», куратори — Юрій Круліковський, Р.Сейдімов, м. Київ[38]
- 2014— Всеукраїнський культурно-мистецький проект «Мальовнича Україна» до відзначення 200-річчя від дня народження Тараса Шевченка, Черкаський обласний художній музей, м. Черкаси;
- 2014 — Вогонь любові. Присвята Майдану, ЦСМ М17, куратори Єлизавета Бєльська, Олеся Авраменко, м. Київ[39]
- 2014— Всеукраїнська антивоєнна, миротворча виставка «Надія». НСХУ. м. Київ,
- 2014 — Благодійний аукціон «Міст Перемоги», Арт-центр М17, Київ;
- 2014 — «Равликіада, або Атака равлів», Art-Kyiv Contemporary 2014 Мистецький Арсенал, м. Київ[2]
- 2016 — Freierfest, Груповий проект — 40 художників України та закордону, куратори — Діма Ерліх, Роман Громов, Одеса.[40]
- 2016 — Mashrou Proletkult / Oleg Kharch Group, AUB Byblos Bank Art галерея, Бейрут, Ліван[41]
- 2016 — Tomorrow, Сучасні українські художники, виставка-аукціон в Музеї Історії Києва, куратор— Дмитро Струк, Київ;
- 2016 — Виставка Сучасного мистецтва (Замість скасованої VIII Ташкентської Бієналє Сучасного мистецтва «Розсуваючи кордони, об'єднуємо світ»), куратор— Нігора Ахмєдова, Ташкент, Узбекистан[42]
- 2016 — Проект сучасного мистецтва «Горизонт подій», Мистецький Арсенал / куратори— Олександр Соловйов, А.Ложкіна, С.Савчук, м. Київ[43]
- 2017 — «ГОГОЛЬФЕСТ 2017» Візуальна програма, 3-й павільйон ВДНГ / Київ, Україна[44]
- 2017 — «КУНСТПРАЙЗ ВОРПСВЕДЕ 2017 KUNSTPREIS WORPSWEDE 2017 / AUTO | MACHT | ZUKUNFT», Еінбек, Німеччина[45]
- 2017— «Узбекистан та Україна очима художників» (спільно з В’ячеславом Ахуновим (Узбекистан)/ Ташкентський будинок фотографії / Ташкент, Узбекистан[46]
- 2018 — Креатив Клімат Авардз 2018 CCA 2018», Гуман Імпакт Інститут, Тайбейський офіс Економіки та Культури, Нью-Йорк, США[47]
- 2018 — «Hlebzawod Art Prize 2018», ЦСМ Хлєбзавод / Київ, Україна[48]
- 2019— «Kyiv Art Week 2019» / АРТ-Ярмарок Хлєбзавод. Комплекс ТОРОНТО/ Київ, Україна, куратор— Євген Березницький;
- 2019 — Медіа-арт-виставка «ARTEFACT: Chernobyl 33», Річковий Вокзал / Київ, Україна, міжнародний куратор Юрій Лех (Iuriy Lech), засновник іспанського медіа-арт-фестивалю MADATAK, та українські куратори Ярослав Костенко (VJ Yarkus) та Валерій Коршунов (RASSVET);
- 2019- «Wake Up!— Climate Change!», Агрікола де Кельн— медіартист і куратор;
- 2020- “СЕРЕДОВИЩЕ ІСНУВАННЯ. МАНІФЕСТ 2020” в Київській міській галереї мистецтв ЛАВРА. Куратор - Юлія Нужина;
- 2022- «Зробіть мистецтво не війною» Міжнародний музей сучасного мистецтва Касорія.  Італія;
- 2022- «Україна: Оповідання. Сучасні митці». MAXXI - Національний музей мистецтв 21 століття. Кураторка –Соломія Савчук;

•	2024- Історія України у відеоарті 1990-х – 2000-х років. Музей скульптур в Марлі(Skulpturenmuseum Glaskasten Marl), Німеччина. З 03 листопада 2024 до 30 березня 2025. Кураторами виставки стали Георг Ельбен і Катерина Рай.

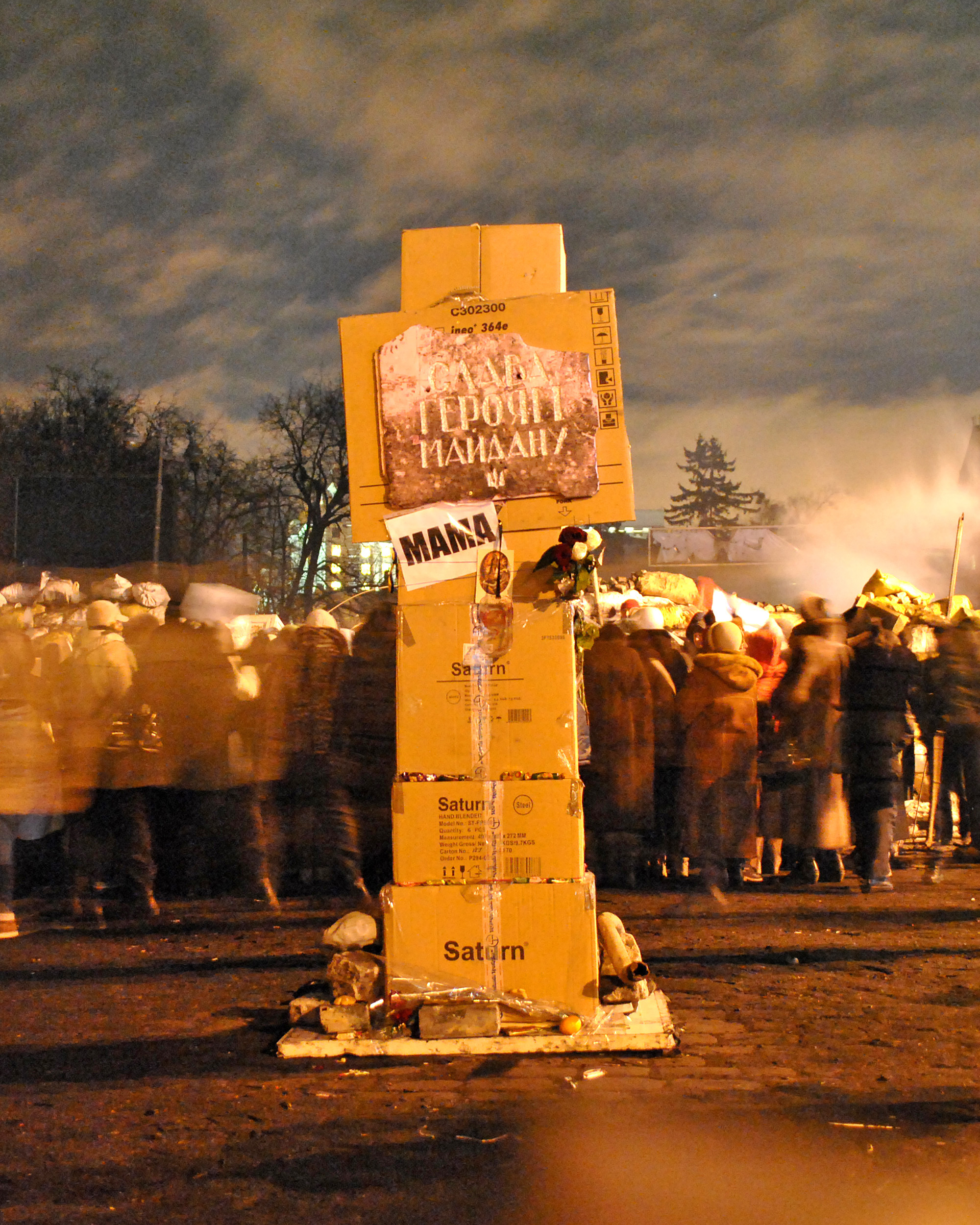
Перший тимчасовий пам'ятний знак загиблим героям був встановлений у Києві на вулиці Грушевського 25-26 січня 2014, автори О. Харч і В. Ахунов

•	 2025 — Міжнародний арт-ярмарок TRYST, Торранс Арт Музей, округ  Лос-Анджелеса ,  США,  у проєкті «Wartime-Lifetime» групи Open O’pen$  ( О. Харч,   О.Голуб ,  А.Будник,   Г.Вишеславський, 
В.Харченко, Рене ван Кемпен).

### Основні спільні виставки
- 2013— Міжнародний проект— «Мемориальная доска непавшим героям», В’ячеслав Ахунов (Узбекистан), Олег Харч (Україна), на Майдані Незалежності;
- 2014— Міжнародний арт-проект «Слава Героям Майдану»[50], В’ячеслав Ахунов (Узбекистан), Олег Харч (Україна), на вул. Грушевського біля 2-ї Барикади. м. Київ;

- 2017— «хАРТченко— некон'юнктурний променад», спільно з  В. Харченком, «Галерея Анатолія Ротаря», Київ, Україна[51][52]
- 2021- «Ласкаво просимо, Ілон Маск!».Спільний мульти-медійний проект Олега Харча та Ольги Шувалової «Oleg Kharch Group»  - Кмитівський музей образотворчого мистецтва ім. Буханчука, Кмитів, Україна;

### Арт-резиденції
- З 27 липня по 10 серпня 2019 року в арт-просторі Carbon, що розташовувся в павільйоні 13 на ВДНГ, відбулась медіа-арт-резиденція «Artefact Chernobyl 33». В результаті "open call" на проект було обрано 5 митців та ще 9 художників з медіа-арт-спільноти «Carbon community» долучились до створення експонатів виставки.

ARTEFACT— арт-проект за участю міжнародних та українських митців, що єднає медіа, діджітал та артпроект присвячений сучасній проблемі інформаційної епохи, що сколихнула весь світ— маніпулювання інформацією, фейкових новин та постправди.
Мета проекту ARTEFACT— залучення активних верств населення до існуючої проблематики свідомого споживання та поширення інформації, навичок її фільтрування та зростання загального рівня медіаграмотності.
- Олег Харч учасник резиденції Вибачте Номерів Немає у серпні-вересні 2024 року.[54].